# 恋のスーパーボール/ホーム
「恋のスーパーボール／ホーム」（こいのスーパーボール／ホーム）は、日本のシンガーソングライター・aikoの28枚目のシングル。2011年5月11日にポニーキャニオンから発売された。

## 概要
シングルとしては前作「向かいあわせ」から約1年1ヶ月ぶりのリリースで、両A面シングルとしては「milk/嘆きのキス」以来2年ぶりの3作目。
「恋のスーパーボール」はカルピス「カルピスウォーター」のコマーシャルソングであり、「桜の時」以来約11年ぶりの同商品コマーシャルソングとなった。
「ホーム」は映画『阪急電車 片道15分の奇跡』主題歌。映画の主題歌に起用されたのは「向かいあわせ」に続いて2作連続。タイアップにあたっては、aikoが関西出身であることや、阪急電車を実際に利用していたことなどが考慮された。
『阪急電車 片道15分の奇跡』の舞台である関西では、従来の初回限定盤とは別に、関西限定仕様盤が発売された。初回生産限定で、大阪府、京都府、兵庫県、滋賀県、奈良県、和歌山県の一部CDショップで発売。この形態では「ホーム」が1曲目に収録され、ジャケットが全国発売の初回盤、通常盤と異なっているほか、カラートレイも全国盤と違い、関西限定仕様盤は阪急電車の車体と同じカラーである阪急マルーンとなっている。発売時に開催中であったコンサートツアー「LOVE LIKE POP Vol.14」の会場でも販売が行われた。
リリースの時期には、阪急電車で関西限定仕様盤の中吊り広告があった。

## 収録曲
- 全曲 作詞・作曲：AIKO、編曲：島田昌典

1. 恋のスーパーボール [4:32]
  - カルピス「カルピスウォーター」CMソング。
  - 2011年12月31日の『第62回NHK紅白歌合戦』で本曲を歌唱。
2. ホーム [4:47]
  - 東宝配給映画『阪急電車 片道15分の奇跡』主題歌。
  - PVも作られているようだが、CM等で一部使用されているのみでフルバージョンは一度もオンエアや映像作品化などはされていない。
3. いつもあたしは [5:01]
4. 恋のスーパーボール （instrumental）
5. ホーム （instrumental）